# Convención búlgaro-otomana (1915)

Cambios territoriales estipulados en el pacto búlgaro-otomano.

La convención de Sofía entre Bulgaria y el Imperio otomano se firmó el 6 de septiembre de 1915. Comportó la cesión de cierto territorio otomano a Bulgaria con el objetivo de favorecer que esta entrase en la Primera Guerra Mundial en el bando de los Imperios centrales.

## Negociaciones
Bulgaria y el Imperio otomano firmaron una alianza defensiva el 19 de agosto de 1914, pero las negociaciones bilaterales para que la primera entrara en la guerra mundial no comenzaron hasta mayo de 1915. Rápidamente quedó claro que Bulgaria buscaba una rectificación de la frontera en su favor; Alemania y Austria-Hungría presionaron a los otomanos para que accediesen a ella. Los austrohúngaros, por su parte, estaban convencidos de que una alianza turco-búlgara mantendría la neutralidad de Grecia y Rumanía. Por el contrario, el embajador alemán en Constantinopla, Hans von Wangenheim, no estaba convencido de que la liga propuesta bastase para garantizar la neutralidad rumana, que creía que solo podía asegurarse mediante concesiones territoriales austrohúngaras. El embajador austrohúngaro, Johann von Pallavicini, convenció a los otomanos para que aceptaran una rectificación fronteriza, pero Bulgaria inicialmente se negó a abandonar su neutralidad, la única condición con la que los otomanos estaban dispuestos a ceder territorio.

## Ataque de la Entente a Galípoli y acuerdo búlgaro-otomano
Los británicos emprendieron la ofensiva contra Galípoli el 6 de agosto de 1915, que evidenció la grave escasez de municiones del Imperio otomano. El 17 de agosto, el ministro de guerra turco, Enver Bajá, escribió al jefe del Estado Mayor alemán, Erich von Falkenhayn, para consultarle si se avecinaba una ofensiva austro-alemana contra Serbia. Cuando se le comunicó que esta dependía de la participación de Bulgaria, que a su vez estaba condicionada a la firma de un pacto otomano-búlgaro, los otomanos se apresuraron a pactar con Bulgaria el 22 de agosto. Cedieron el río Maritsa y una franja de kilómetro y medio de anchura de la orilla izquierda del río. Merced a ello, Bulgaria obtuvo el ferrocarril al puerto egeo de Dedeagach. El cambio también hizo a Edirne (Adrianópolis) vulnerable a un eventual ataque búlgaro, pero la firma del acuerdo dependía de la firma de una convención militar entre Bulgaria, Austria-Hungría y Alemania.
Además de la convención búlgaro-otomana, Bulgaria también firmó un tratado de alianza con Alemania y una convención militar con esta y Austria-Hungría en Sofía el 6 de septiembre. Bulgaria aceptó permitir el tránsito por su territorio de suministros alemanes y austrohúngaros al Imperio otomano por y participar con grandes efectivos en una nueva campaña de invasión de Serbia. Así, el grave problema de abastecimiento otomano, que había amenazado con destruir el régimen en agosto, se resolvió en noviembre.